# Albigny-sur-Saône
Albigny-sur-Saône es una comuna francesa situada en la metrópoli de Lyon, en la región de Auvernia-Ródano-Alpes.

## Demografía
| 2607 | 2506 | 2405 | 2653 | 2836 | 2673 | 2991 |
| Para los censos de 1962 a 1999 la población legal corresponde a la población sin duplicidades (Fuente: INSEE [Consultar]) |      |      |      |      |      |      |